# Rhorus takagii
Rhorus takagii är en stekelart som först beskrevs av Tohru Uchida 1931.  Rhorus takagii ingår i släktet Rhorus och familjen brokparasitsteklar. Inga underarter finns listade i Catalogue of Life.